# Marca Fermana
Die Marca Fermana (oder Marca di Fermo; lateinisch Marchia Firmana) war ein Verwaltungsbezirk in Mittelitalien, der der Stadt Fermo unterstand. Sie bildete die ursprüngliche Keimzelle der heutigen Region Marken.

## Geschichte

### Ursprung

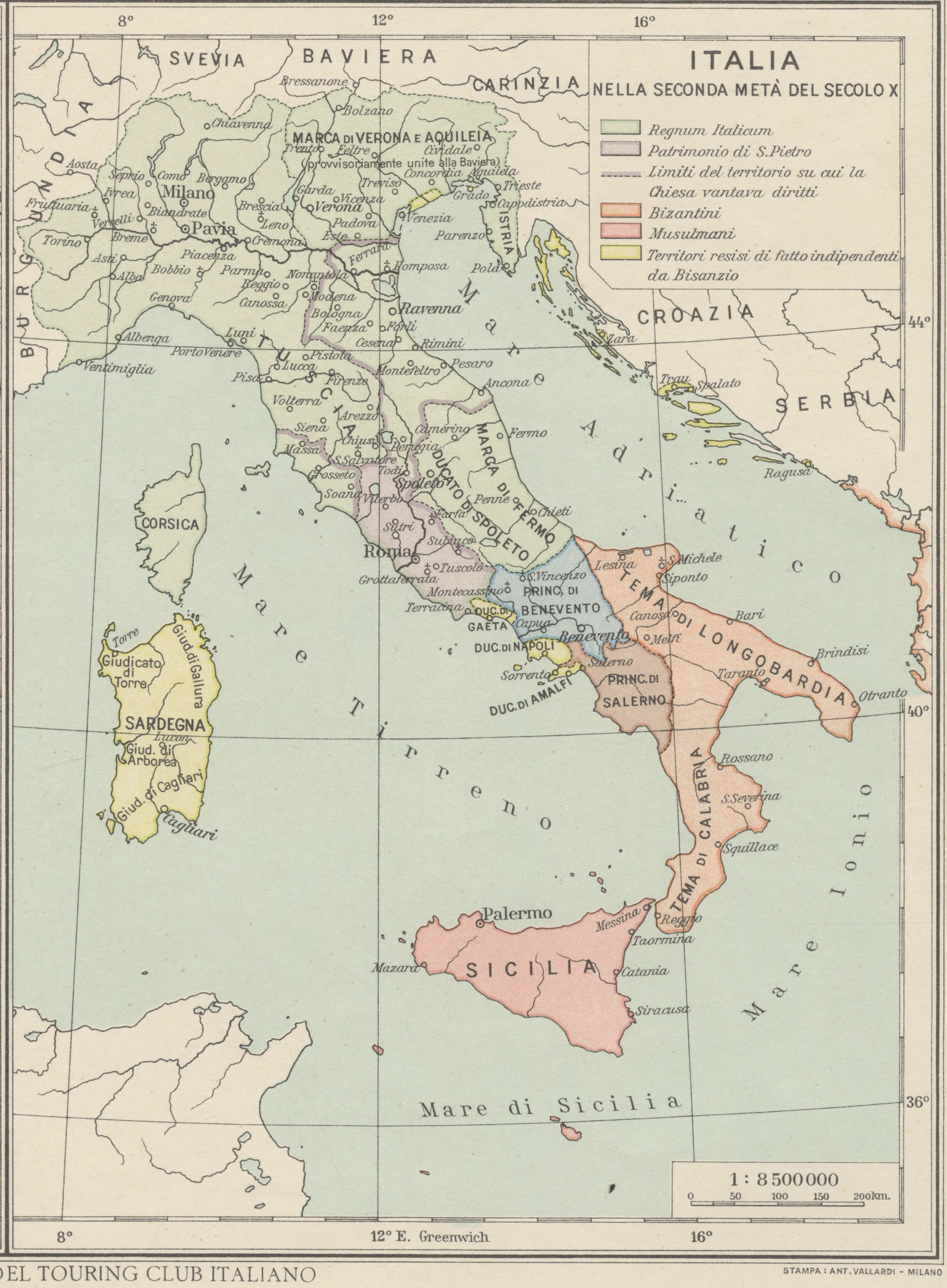
Karte Italiens im 10. Jahrhundert; die Marca di Fermo ist deutlich eingezeichnet

Die Marca Fermana ist aus dem regionalen Herzogtum Fermo hervorgegangen, das von den Langobarden innerhalb des Herzogtums Spoleto gegründet wurde und in der Gebietsaufteilung nach der Eroberung durch die Franken erhalten blieb. Letztere wandelten das Gebiet um das Jahr 1000 in eine Mark um.
Die erste Quelle, die die Existenz der Marca Fermana belegt, ist eine Urkunde Kaiser Ottos II. aus dem Jahr 983.

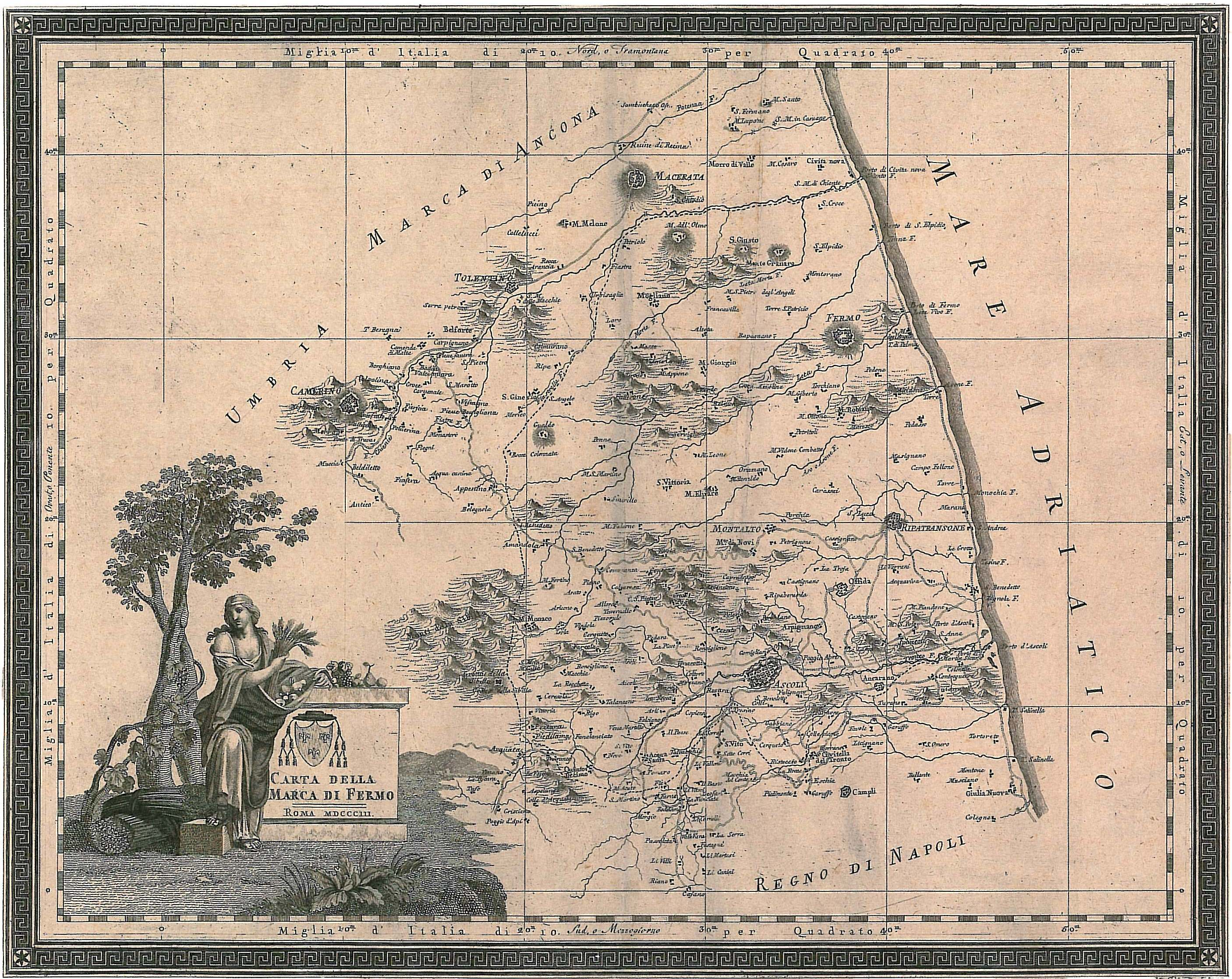
Die Marca di Fermo in einer Karte aus der Cartoteca storica delle Marche (Bernardino Olivieri, Rom, 1803)

Die territoriale Ausdehnung umfasste von Anfang an das Gebiet zwischen dem Fluss Musone im Norden und dem Sangro-Tal im Süden, einschließlich des Comitato di Camerino (zu dem auch die Stadt Macerata gehörte), des Comitato di Ascoli, des Gastaldato di Aprutium (Teramo) und des Gastaldato di Teate (Chieti).
Diese Periode dauerte fast genau ein Jahrhundert: Im Jahr 1080 verlor die Marca Fermana nach der normannischen Eroberung die Kontrolle über einen Teil der Marken und über alle Gebiete der Abruzzen südlich des Flusses Tronto, die nach einem Abkommen zwischen Papst Gregor VII. und dem normannischen Fürsten Robert Guiskard, genannt „il Guiscardo“ (der Gerissene), dem Herzogtum Apulien und Kalabrien zugeschlagen wurden. Damit wurde zum ersten Mal in der Geschichte eine Grenze am Fluss Tronto gezogen, die für 800 Jahre die Grenze zwischen dem Kirchenstaat und den Königreichen Sizilien, Neapel und den beiden Sizilien sowie nach der Vereinigung Italiens die Verwaltungsgrenze zwischen den Regionen Marken und Abruzzen markierte.
Ab 1080 nahm die Marca Fermana das Aussehen der nebenstehenden Abbildung an und umfasste ein Gebiet, das in etwa den heutigen Provinzen Fermo, Macerata und Ascoli Piceno entspricht.
Ende des 11. Jahrhunderts wurden die Markgrafschaften Fermo und Camerino mit der Markgrafschaft Ancona vereinigt. Es entstand eine geografische und politische Einheit, die der heutigen Region Marken entspricht: Im Norden bildet der Fluss Marecchia die Grenze, im Süden der Fluss Tronto, im Westen der Apennin und im Osten die Adria.

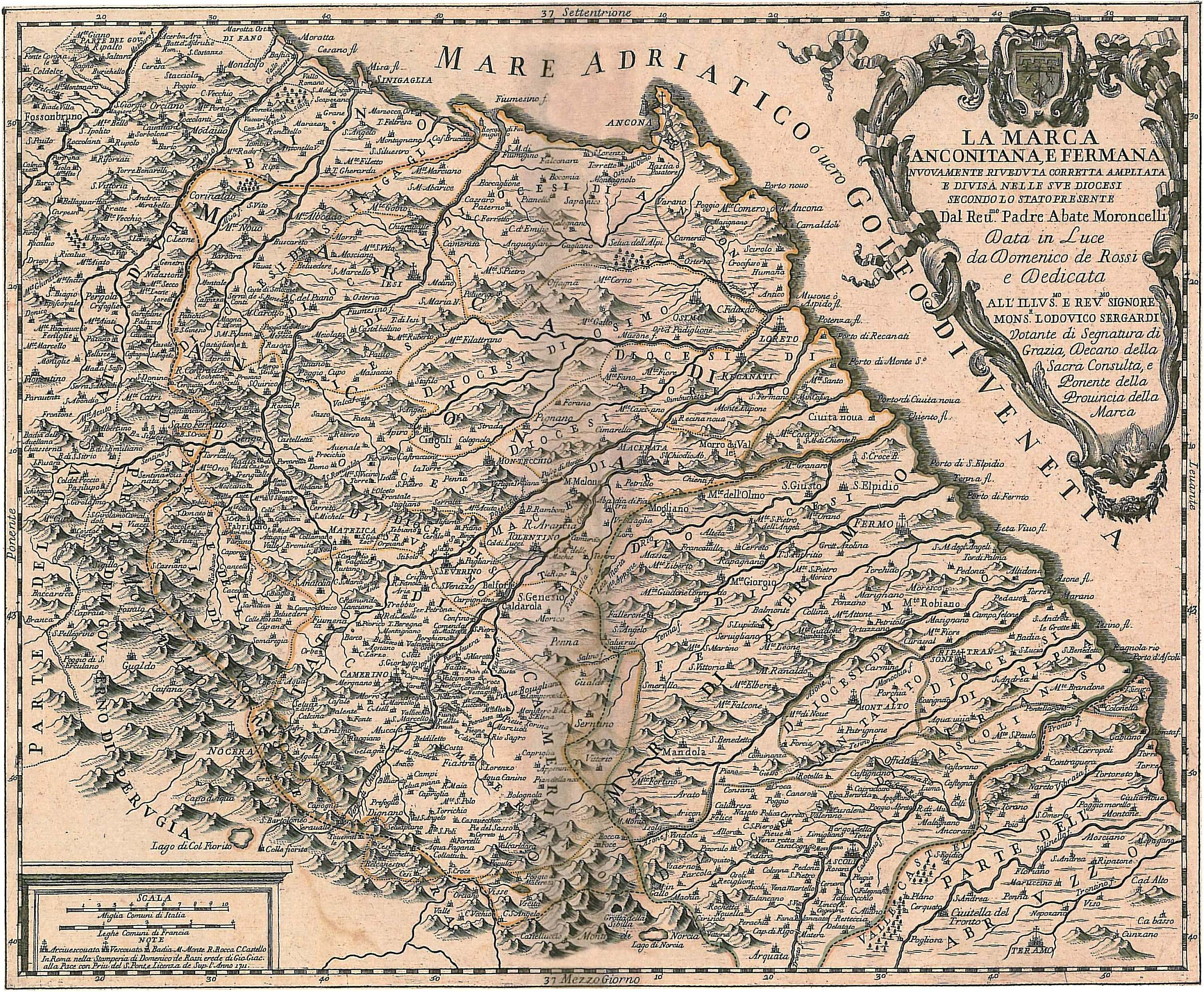
"Marca Anconitana e Fermana" von Silvestro Moroncelli (1703)

### Eingliederung in den Kirchenstaat
Seit der Zeit der Kommunen war die politische Verwaltung in zahlreiche lokale Einheiten unterteilt.
Ab dem 14. Jahrhundert ging die Marca fermana im Kirchenstaat auf, der sich über Umbrien, die Marken und die Romagna erstreckte. Das Gebiet wurde in Verwaltungsbezirke unterteilt, die mit den heutigen Provinzen vergleichbar waren und Legate genannt wurden.
So wurde die alte Marca Fermana in die Gebiete von Macerata, Camerino, Fermo und Ascoli aufgeteilt. Auf einer Karte des berühmten Kosmographen und Geographen Silvestro Moroncelli aus dem Jahr 1703 findet sich jedoch noch der Name „Marca Anconitana e Fermana“.
Diese Verwaltungsgliederung blieb bis zur Vereinigung Italiens mehr oder weniger unverändert, mit Ausnahme einer kurzen Unterbrechung während der napoleonischen Zeit, als die Gebiete der Delegationen Fermo, Camerino, Ascoli und ein Teil der Delegation Macerata im Departement Tronto mit der Hauptstadt Fermo vereinigt wurden.